# サンケイリビング新聞社
サンケイリビング新聞社（サンケイリビングしんぶんしゃ、英: SANKEI LIVING SHIMBUN Inc.）は、日本のフリーペーパー専業会社。

## 概要
1971年（昭和46年）6月、産経新聞社が販促用の新聞折込チラシとして、東京都内のJR中央線沿線で配布を始めた「フジサンケイリビングニュース」を前身とし、1976年2月、発行元としてサンケイリビング新聞社が設立された。
2008年（平成20年）5月、親会社の産経新聞社が全株式をフジテレビジョンに売却し、2018年3月、RIZAPグループがFMHDから株式の80%を取得して子会社化した。これに伴い、のちにフジサンケイグループからも離脱している。ただ、現在もFMHDの資本関係が2割残っている事と、産経新聞社との友好関係を維持している名残から、社名に引き続き「サンケイ」を入れている。
2020年（令和2年）4月、RIZAPは赤字が続くサンケイリビングを立て直すため、子育てに関するフリーペーパー「あんふぁん」と「ぎゅって」を、小学館集英社プロダクション子会社の『こどもりびんぐ』に譲渡した。

## 発行する媒体
主婦向け宅配メディア「リビング新聞」、都市部オフィスへ配布するOL向け「シティリビング」など、様々な女性向けフリーペーパー、フリーマガジンを地域切り替えしながら全国カバーで発行している。

## ネットワーク会社
- 株式会社仙台リビング新聞社
- 株式会社福島リビング新聞社
- 株式会社栃木リビング新聞社
- 株式会社静岡リビング新聞社
- 株式会社名古屋リビング新聞社（流行発信ホールディングス傘下）
- 株式会社京都リビング新聞社
- 株式会社滋賀リビング新聞社
- 株式会社和歌山リビング新聞社
- 株式会社播磨リビング新聞社
- 山陽リビングメディア株式会社（山陽新聞・岡山放送グループ[注 3]）
- 株式会社福山リビング新聞社（2024年12月27日休刊、12月31日に公式ホームページ閉鎖）
- 株式会社広島リビング新聞社
- 株式会社えひめリビング新聞社
- 株式会社高松リビング新聞社
- 株式会社福岡リビング
- 株式会社熊本リビング新聞社
- 株式会社南日本リビング新聞社

## グループ企業
- 株式会社リビングくらしHOW研究所
- 株式会社仙台リビング新聞社
- 株式会社栃木リビング新聞社
- 株式会社静岡リビング新聞社
- 株式会社広島リビング新聞社